# HiPercussion
La HiPercussion, detta anche HiP è un'azienda italiana di produzione di strumenti a percussione. Attiva dalla fine degli anni '70, era derivata dalla hollywood drums della casa di produzione Meazzi.
Durante la sua attività ha realizzato, tra l'altro, uno speciale tom-tom a terra, o timpano, detto "tunable", che sfruttava un meccanismo di accordatura a pedale simile a quello del timpano sinfonico.
Tullio De Piscopo è stato endorser della HiP.